# Schillerschule (Frankfurt am Main)
Die Schillerschule ist ein Gymnasium in Frankfurt am Main im Stadtteil Sachsenhausen.
Es werden etwa 1200 Schüler unterrichtet. Das Kollegium umfasst etwa 100 Lehrkräfte (Stand: 2019). Damit gehört sie zu den größten Schulen Frankfurts.

## Geschichte

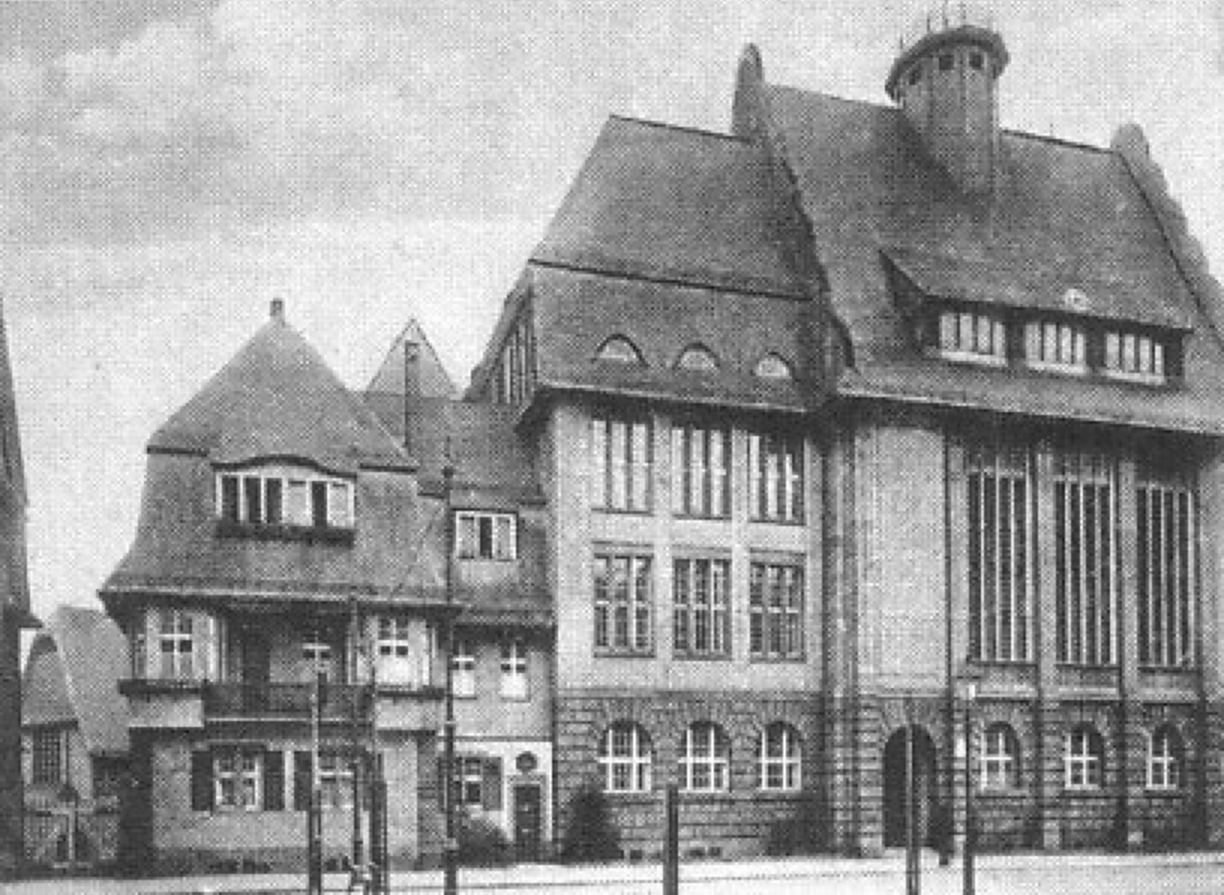
Die Schillerschule, eine Höhere Töchterschule (Lyzeum) in Frankfurt am Main, im Jahr 1908

Die Schillerschule wurde Ostern 1908 als erstes Mädchengymnasium in Frankfurt unter dem Direktor Klaudius Bojunga gegründet. Der Neubau wurde von Hugo Eberhardt entworfen. Zwar gab es zu dieser Zeit mit der Elisabethenschule und der Viktoriaschule bereits zwei Höhere Töchterschulen, doch führten diese noch nicht zum Abitur. 1911 fand die erste Abiturprüfung an der Schule statt.
Im Zweiten Weltkrieg wurde das Schulgebäude 1944 bei den Luftangriffen auf Frankfurt am Main schwer beschädigt und nach dem Krieg wiedererrichtet. Der heutige Schulbau entstand 1959. Architekten waren Hanns-Alex und Käthe Harth.
1968 wurden die ersten Jungen aufgenommen und die Schillerschule damit zum gemischten Gymnasium.
Ende 2007 wurde ein neu errichteter naturwissenschaftlicher Trakt eingeweiht. Kurz darauf folgte die Eröffnung der neuen Schulmensa und der Schulbibliothek. Im Mai 2008 feierte die Schillerschule 100-jähriges Bestehen.

## Fächer
Die Fachschwerpunkte bilden Sprachen und Musik.
Erste Fremdsprache ist Englisch. Nach der fünften Klasse kann zwischen Französisch und Latein als zweite Fremdsprache gewählt werden. Zudem kann in der Oberstufe noch Spanisch gelernt werden. Es gibt viele verschiedene musikalische Angebote wie Chor oder Orchester.
Ab der achten Klasse wird auch Informatik angeboten.
Das Angebot der Leistungskurse in der Oberstufe umfasst alle wichtigen Fächer außer Religion bzw. Ethik.
Es finden auch regelmäßig Frankreich- und Australien-Austausche statt.

## Bekannte ehemalige Schülerinnen und Schüler
- Radost Bokel (* 1975), Schauspielerin
- Mile Braach (1898–1998), Chronistin, Unternehmerin
- Hadumod Bußmann (* 1933), Philologin
- Susanne Fröhlich (* 1962), Schriftstellerin und Moderatorin
- Hadija Haruna-Oelker (* 1980), Politologin, Moderatorin und Journalistin
- Dorothea Hillmann (1893–1973), Pädagogin
- Eva Hillmann, verheiratete Eva Steinschneider (1899–1968), Emigrantin während der NS-Zeit, danach Kommunalpolitikerin in Frankfurt
- Anna Sara Hochschild (1891–1972), Autorin
- Sabine Hock (* 1965), Autorin, Journalistin und Herausgeberin
- Josefine Klee-Helmdach (1903–1994), Rundfunkredakteurin und Theaterschauspielerin
- Liselott Linsenhoff (1927–1999), Dressurreiterin
- Helene Mayer (1910–1953), Fechterin, Goldmedaillengewinnerin bei den Olympischen Spielen 1928
- Christiane Nüsslein-Volhard (* 1942), Biologin, 1995 mit dem Nobelpreis für Physiologie oder Medizin ausgezeichnet
- Sibylle Schindler (* 1942), Schauspielerin
- Elisabeth Schmitz (1893–1977), Widerstandskämpferin gegen den Nationalsozialismus aus den Reihen der Bekennenden Kirche
- Elisabeth Schwarzhaupt (1901–1986), Bundesministerin für das Gesundheitswesen, erste Frau im Amt eines deutschen Bundesministers
- Alexander Siemon (* 1967), Journalist und Fernsehmoderator
- Stefanie Zweig (1932–2014), Schriftstellerin

## Bekannte Lehrkräfte
- Paul Badde (Lehrer, Sachbuchautor und Journalist)
- Klaudius Bojunga (Germanist, Schulleiter 1908 bis 1932)
- Boris Hillen (Schriftsteller aus Neuwied)